# Clemente Enríquez de Salamanca Sánchez
Clemente Enríquez de Salamanca Sánchez (5 de març de 1903,? - 1 de setembre de 1979, Madrid) fou un militar espanyol de l'arma de Cavalleria que, essent tinent, formà part del grup de militars anomenats Jinetes de Alcalá i que s'avalotà contra el govern de la Segona República Espanyola el 1936 a Mallorca. Els primers mesos de la Guerra Civil participà en la formació de les milícies falangistes, en la repressió de membres i simpatitzants del Front Popular i en la defensa contra el desembarcament de Mallorca per part de tropes republicanes.

Descendent d'una família noble castellana era fill de Juan Enríquez de Salamanca Sánchez, tercer fill de Vicente Enríquez de Salamanca y Giménez de Contreras, I marquès de la Concepción. Tenia dos germans (Vicente i Jesús, aquest era guàrdia civil i morí el 1936 a la defensa de l'Alcàsser de Toledo) i dues germanes (Carmen i Antonia). Es casà amb Matilde Aguado i tengueren 4 fills: Carmen, Matilde, Jesús i Antonio.

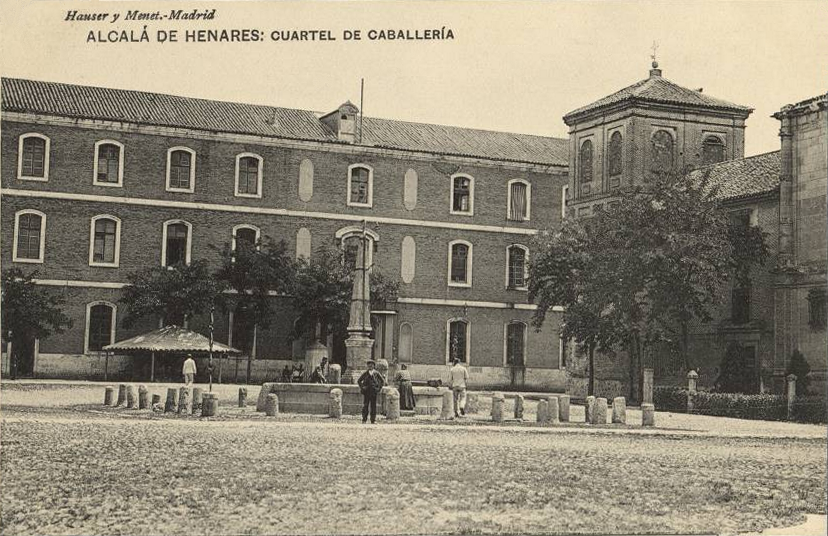
Quarter de Cavalleria del Príncep, dit de san Diego, a Alcalà de Henares, cap el 1912

El juliol de 1928 assolí el grau de tinent després de formar-se a les acadèmies militars. El 1932 estava destinat al Regiment de Caçadors núm. 1. El 1934 fou destinat al Regiment de Caçadors de Villarrobledo, núm. 3.
Formà part dels anomenats Jinetes de Alcalá, un grup de militars de l'arma de Cavalleria adscrits als Regiments de Caçadors de Calatrava, núm. 2, i de Villarrobledo, núm. 3, destinats a Alcalá de Henares, que a finals de juny de 1936 foren confinats al castell de Sant Carles de Palma, Mallorca. El Govern de la Segona República aprofità uns greus incidents entre soldats i membres de partits d'esquerra per fer neteja de conspiradors d'ambdós regiments. Al castell de Sant Carles conegueren al cap de la Falange Española a Mallorca, Alfonso de Zayas, que també estava empresonat i que els posà amb contacte amb els militars que s'havien d'aixecar contra la República. Quan es produí el pronunciament militar del 18 de juliol de 1936, aquests militars es posaren a les ordres dels avalotats. Participà en la formació de les milícies falangistes i en la repressió de membres i simpatitzants del Front Popular (detencions il·legals, tortures i assassinats). Participà probablement en la defensa contra el desembarcament de Mallorca. L'octubre de 1936 fou ascendit a capità.
Després d'uns mesos a Mallorca retornà a la península i el setembre de 1938 fou destinat al Regiment d'Infanteria Bailén, núm. 24. L'abril de 1939 fou donat d'alta a l'hospital de Cadis i destinat novament al Regiment de Villarrobledo. El 1940 estava al Grup d'Exploració i Explotació 8 i fou destinat al 1r Regiment de la Divisió de Cavalleria a Alcalá. El 1943 estava disponible a la 1a regió i fou ascendit a comandant. El 1957 estava destinat al Consell Suprem de Justícia Militar i el destinaren al Regiment de Villaviciosa 14. Era tinent coronel.